# Donetsk Internationale Lufthavn
Donetsk Internationale Lufthavn, Sergej Prokofjev (IATA: DOK, ICAO: UKCC) (ukrainsk: Міжнародний аеропорт "Донецьк" імені Сергія Прокофєва, tr. Mizjnarodnij ajeroport "Donetsk" navn Sergija Prokofeva) er den internationale lufthavn i Donetsk, Ukraine. Lufthavnen blev bygget i 1940'erne og 50'erne og renoveret i 1973.

## Historie
I 1990'erne var der en række kriminelle hændelser i Donetsk Lufthavn. Den 3. november 1996 åbnede en gruppe snigmordere ild mod den fremtrædende lokal forretningsmands Jevgen Sjtjerban fly, da passagererne gik fra borde. Sjtjerban og hans kone blev dræbt sammen med en lufthavnstekniker og flyets maskinist blev dødeligt såret.
I forbindelse med Europamesterskabet i fodbold 2012 i Donetsk åbnede Boris Kolesnikov, vicepremierminister i Ukraine og minister for infrastruktur, den 26. juli 2011 en ny 4000 m lang og 75 meter bred landingsbane i lufthavnen, og ukraines præsident, Viktor Janukovitj, åbnede den 14. maj 2012 en ny syvetagers lufthavnsterminal med en kapacitet på 3.100 passagerer i timen.
Flyselskabet Donbassaero havde sit hovedkontor i lufthavnen, men ophørte flyvningerne i januar 2013.

### Angreb på lufthavnen 2014
Tidlig om morgenen den 26. maj 2014 overtog 200 prorussiske separatister kontrollen med Donetsk Internationale Lufthavn, efter Petro Porosjenko var blevet erklæret vinder af det ukrainske præsidentvalg. Kort efter udstedte Ukraines Nationalgarde et ultimatum til separatisterne om at overgive sig. Efter udløbet af ultimatummet mandag den 26. maj 2014 kl. 13:00 angreb ukrainske faldskærmstropper lufthavnen og ukrainsk luftvåben åbnede ild fra Mi-8-kamphelikoptere mod sepatisterne. I følge Donetsk borgmester Oleksandr Lukjantjenko blev 38 separatistiske aktivister og to civile dræbt under den ukrainske hærs angreb. Med luftangrebet genvandt ukrainsk militær kontrollen af lufthavnen. Den 31. maj 2014 var lufthavnen fortsat lukket efter kampene.

## Virksomheder og ruter
| Flyselskaber                                      | Destinationer |
| ------------------------------------------------- | --- |
| Aeroflot                                          | Moskva-Sjeremetevo |
| Air Arabia                                        | Sharjah, (Forenede Arabiske Emirater) |
| Astra Airlines                                    | Sæsoncharter: Thessaloniki |
| BT-Slavuta                                        | Zagreb |
| Ellinair                                          | Sæsonflyvning: Korfu, Thessaloniki |
| flydubai                                          | Dubai |
| Kharkiv Airlines                                  | Charter: Sharm el-Sheikh |
| Lufthansa Regional operated by Lufthansa CityLine | München |
| Pegasus Airlines                                  | Ankara, Istanbul-Sabiha Gökçen |
| Transaero Airlines                                | Moskva-Domodedovo, Moskva-Vnukovo |
| Turkish Airlines                                  | Istanbul-Atatürk |
| Turkmenistan Airlines                             | Ashgabat |
| Ukraine International Airlines                    | Kiev-Boryspil Sæsonflyvning: Baku, Sankt Petersborg-Pulkovo (flyvning indledes 9. juni 2014), Tel Aviv-Ben Gurion, Yerevan Sæsoncharter: Antalya, Barcelona, Burgas, Dubrovnik, Iraklio, Hurghada, Sharm el-Sheikh |
| UTair Aviation                                    | Moskva-Vnukovo, Surgut |
| UTair-Ukraine                                     | Kijev-Zjuljani Sæsoncharter: Antalya, Larnaca |
| Wind Rose Aviation                                | Kijev-Zjuljani Sæsoncharter: Eindhoven, Napoli, Salzburg |
| Wizz Air Ukraine                                  | Kutaisi |
| Yanair                                            | Sæsoncharter: Bratislava |

## Statistik
Passagertal for Donetsk Internationale Lufthavn
| År   | passagerer | +/- %  |
| ---- | ---------- | ------ |
| 2010 | 723.650    | ?      |
| 2011 | 829.300    | +14,6% |
| 2012 | 1.000.000  | +20,6% |
| 2013 | 1.110.000  | +11%   |